# 帕拉什巴里烏帕齊拉
帕拉什巴里乌帕齐拉是孟加拉国戈伊班達縣的一个乌帕齐拉，位於朗布爾专区的戈伊班達縣。。

## 人口
據1991年孟加拉國人口普查，帕拉什巴里共有戶數41,586戶，人口210806人。其中男性佔比50.54%，女性佔比49.46%；成年人口102,892人。該地7歲以上人口之平均識字率為26.4%，低於全國平均值（32.4%）。